# M/S Herjólfur

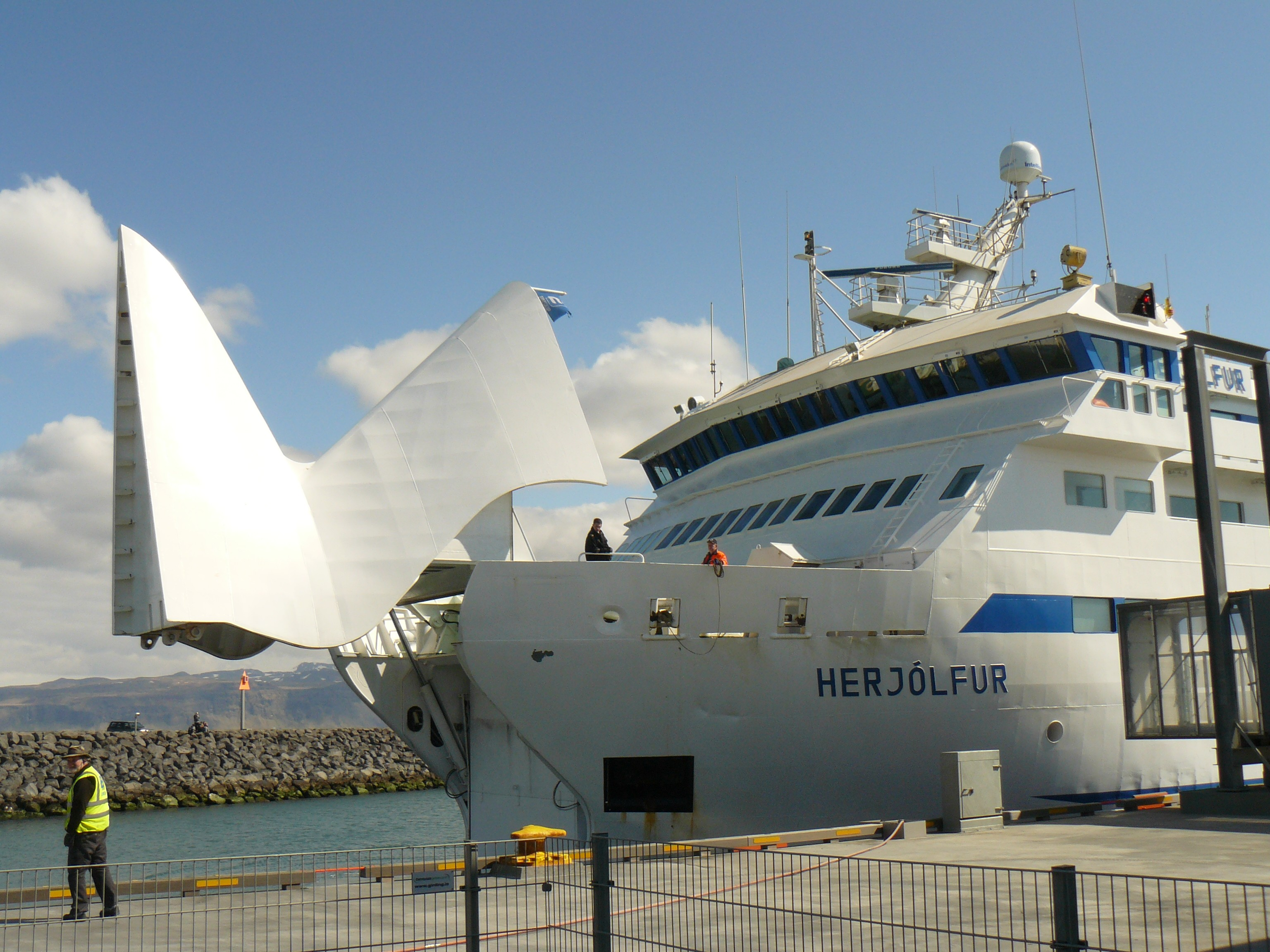
Herjólfur i färjeläget i Landeyjahöfn

M/S Herjólfur är en isländsk bilfärja, som går mellan Västmannaöarna och Landeyjahöfn på fastlandet.
M/S Herjólfur byggdes 1992 av Sigbjørn Iversen A/S i Flekkefjord i Norge. Den har sedan 1992 seglat mellan Västmannaöarna och Þorlákshöfn (2:45 timmar, och från 2010 Västmannaöarna och Landeyjahöfn (30 minuter).

## Tidigare M/S Herjólfur
M/S Herjólfur är den tredje färjan i rad med samma namn. 
M/S Herjólfur gick i trafik på Västmannaöarna mellan 1959 och 1974.
M/S Herjólfur II gick i trafik på Västmannaöarna mellan 1976 och 1992. Hon tjänade därefter fram till 2006 svenska marinen som stabsfartyg under namnet HMS Gålö.